# Raya Gárbuzova
Raya Gárbuzova (25 de septiembre de 1909 – 28 de enero de 1997) fue una violonchelista nacida en Georgia..

## Carrera
Hizo su debut musical en Moscú en 1923 y abandonó la Unión Soviética en 1925. Vivió y brindó recitales en Europa, realizando su primera presentación fuera de este continente en 1935 en la ciudad de Nueva York, Estados Unidos. Emigró al continente americano en 1939.
En 1948 se casó con el cardiólogo Kurt Biss y se estableció en Illinois. Enseñó música en la Universidad del Norte de Illinois de 1973 hasta su retiro en 1991. Además de enseñar en dicha universidad, Garbousova fue docente musical en el Colegio de Música Hartt en Hartford, Connecticut, entre otras instituciones. Su hijo, el violista Paul Biss, se casó con la violinista Miriam Fried.
Durante su carrera tocó con una gran cantidad de orquestas. Barber compuso su propio concierto en cello, presentándolo a nivel internacional bajo la conducción de Serguéi Kusevitski y la Orquesta Sinfónica de Boston en 1946.

## Discografía parcial
- Samuel Barber: Concerto for Cello & Orchestra (Decca Records, 1966)